# Gegroefde duinzandkever
De gegroefde duinzandkever (Psammodius asper) is een keversoort uit de familie bladsprietkevers (Scarabaeidae). De wetenschappelijke naam van de soort is voor het eerst geldig gepubliceerd in 1775 door Fabricius.